# Piala Sumbangsih 2022
Der Piala Sumbangsih 2022 war die 37. Ausspielung des Wettbewerbs und wurde am 26. Februar 2022 zwischen dem malaysischen Meister Johor Darul Ta’zim FC sowie dem Malaysia Cup Sieger Kuala Lumpur City FC ausgetragen.
Johor Darul Ta’zim FC gewann das Spiel mit 3:0.

## Spielstatistik
| Paarung               | Johor Darul Ta’zim FC – Kuala Lumpur City FC |
| Ergebnis              | 3:0 (2:0) |
| Datum                 | 26. Februar 2022 um 21:00 Uhr |
| Stadion               | Sultan Ibrahim Stadium, Johor |
| Zuschauer             | 15.485 |
| Schiedsrichter        | Nazmi Nasaruddin |
| Tore                  | 1:0 Nazmi Faiz (26.) 2:0 Fernando Forestieri (31.) 3:0 Afiq Fazail (85.) |
| Johor Darul Ta’zim FC | Farizal Marlias – Shane Lowry, Carli de Murga, Matthew Davies (90.+1 Shahrul Saad) – La’Vere Corbin-Ong, Natxo Insa (90. Hong Wan), Leandro Velázquez (72. Safawi Rasid), Arif Aiman Hanapi (72. Ramadhan Saifullah) – Fernando Forestieri, Bérgson, Nazmi Faiz (65. Afiq Fazail) Cheftrainer: Benjamin Mora ( Mexiko) |
| Kuala Lumpur City FC  | Kevin Ray Mendoza – Declan Lambert (82. Haqimi Azim Rosli), Giancarlo Gallifuoco, Kenny Pallraj (41. Irfan Zakaria), Kamal Azizi – Partiban Janasekaran (67. Hadin Azman), Ryan Lambert (82. Nabil Hakim), Akram Mahinan, Zhafri Yahya – Paulo Josué, Kévin Koubemba Cheftrainer: Bojan Hodak ( Kroatien)              |
| Gelbe Karten          | Ramadhan Saifullah (77.) – Kevin Ray Mendoza (23.), Hadin Azman (74.), Zhafri Yahya (77.) |

### Auswechselspieler
| Auswechselspieler | Auswechselspieler |
| --- | --- |
| Johor Darul Ta’zim FC | Kuala Lumpur City FC |
| - Afiq Fazail (23.) ▲ - Hong Wan (90.) ▲ - Aidil Zafuan - Safawi Rasid (72.) ▲ - Ramadhan Saifullah (72.) ▲ - Akhyar Rashid - Haziq Nadzli - Shahrul Saad (90.+1) ▲ - Syahmi Safari | - Safee Sali - Romel Morales - Irfan Zakaria (41.) ▲ - Anwar Ibrahim - Hadin Azman (67.) ▲ - Muhammad Faudzi - Haqimi Azim Rosli (82.) ▲ - Azri Ghani - Nabil Hakim (82.) ▲ |